# Ist das der Leib, Herr Jesu Christ

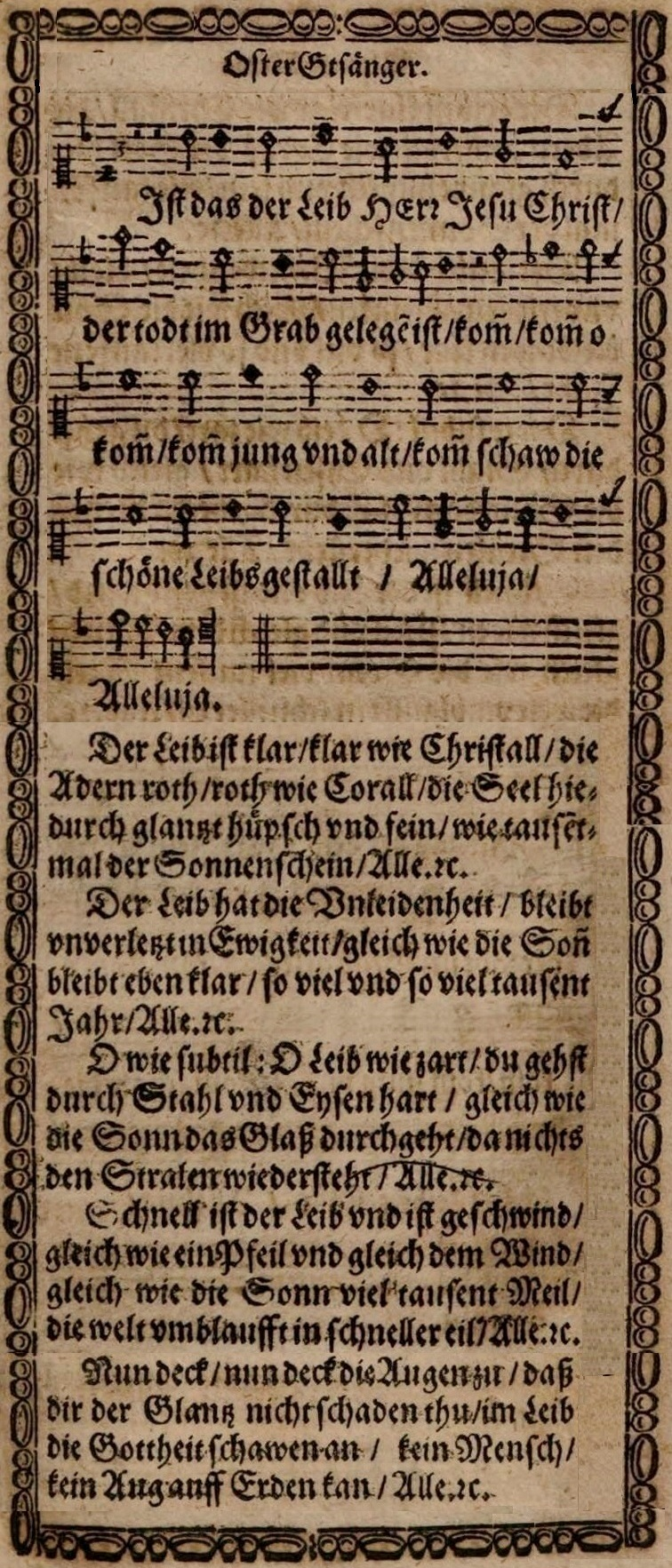
Ist das der Leib, Herr Jesu Christ, Druckfassung Würzburg 1630, weitgehend identisch mit dem Erstdruck

Ist das der Leib, Herr Jesu Christ ist ein katholisches geistliches Lied zu Ostern und zur Osterzeit. Es erschien erstmals 1623 im Kölner Gesangbuch Auserlesene Catholische Geistliche Kirchengesäng. Als Verfasser des Textes gilt Friedrich Spee. Der Komponist der Melodie ist unbekannt. Während das Lied nur in Diözesanteilen zum Gotteslob (1975) enthalten war, wurde in den Stammteil des Gotteslob (2013) eine überarbeitete Version aufgenommen (Nr. 331).

## Inhalt
Das Lied ist eine imaginierte Schau des Leibes des auferstandenen Jesus Christus, beginnend mit einer staunenden Frage, die gleichsam dem eigenen Sinneseindruck nicht traut. Im Folgenden sind die roten „Adern“ (Strophe 2; in der Neufassung „Wunden“) das einzige erwähnte Detail eines irdischen Körpers. Im Übrigen werden dem Auferstehungsleib als Ganzem Eigenschaften beigelegt, die alle raumzeitlichen Begrenzungen sprengen. 
Biblischer Hintergrund sind die Überlegungen des Apostels Paulus über Identität und unendliche Verschiedenheit zwischen Erden- und Auferstehungsleib (1 Kor 15,35–50 ). Daraus entwickelte Thomas von Aquin (Summa theologica, Supplementum, Quaestiones 82–85) die vier Attribute impassibilitas, subtilitas, agilitas und claritas, die im Lied jeweils in einer Strophe entfaltet werden. Die claritas, der schattenlose Glanz, rückt an die erste Stelle (Strophe 2) und bleibt als Sonnengleichnis in allen Strophen beherrschend. „Unleidenheit“, deutsche Nachbildung des lateinischen impassibilitas, ist Thema der dritten Strophe, subtilitas als unendliche Feinheit und Fähigkeit zum Durchdringen anderer Stoffe Thema der vierten, agilitas als Nichtgebundensein durch Trägheit und Schwere Thema der fünften; dabei vollziehen „Sonne“ und „Welt“ in der modernen Revision die kopernikanische Wende, die zu Spees Zeit noch lehramtlich bekämpft wurde.
Nachdem das Lied mit der dringenden Aufforderung zum Kommen und Schauen begonnen hatte, schließt es mit einer entschiedenen Warnung eben davor, die an die alttestamentliche Scheu vor dem Gottesglanz erinnert – eine paradoxe Spannung, die der Dichter offenbar im Erscheinen und Sich-Entziehen des Auferstandenen selbst begründet sieht, vgl. die Verklärungsszene Mt 17,1–9 .
Eine im Text nicht enthaltene Bedeutungsdimension bekommt das Lied, wenn es, wie häufig, zur Wandlung in der heiligen Messe oder zur Eucharistieverehrung gesungen wird. Die visuell beschriebenen Eigenschaften des Auferstehungsleibes geraten dabei allerdings in Konflikt mit den visuellen Akzidenzien der Hostie.

## Text
| Würzburg 1630 | Gotteslob 2013 |
| 1. Ist das der Leib HErr Jesu Christ / der todt im Grab gelegen ist / komm / komm o komm / komm jung vnd alt / komm schaw die schöne Leibsgestallt / Alleluja / Alleluja.                 | 1. Ist das der Leib, Herr Jesu Christ, der tot im Grab gelegen ist? Kommt, kommt, ihr Christen jung und alt, schaut die verklärte Leibsgestalt! Halleluja, Halleluja!                  |
| 2. Der Leib ist klar / klar wie Christall / die Adern roth / roth wie Corall / die Seel hiedurch glantzt hüpsch vnd fein / wie tausentmal der Sonnenschein / Alleluja / Alleluja.         | 2. Der Leib ist klar, klar wie Kristall, Rubinen gleich die Wunden all, die Seel durchstrahlt ihn licht und rein wie tausendfacher Sonnenschein. Halleluja, Halleluja!                 |
| 3. Der Leib hat die Vnleidenheit / bleibt vnverletzt in Ewigkeit / gleich wie die Sonn bleibt eben klar / so viel vnd so viel tausent Jahr / Alleluja / Alleluja.                         | 3. Der Leib empfindet nimmer Leid, bleibt unverletzt in Ewigkeit, gleichwie so viele tausend Jahr die Sonne leuchtet eben klar. Halleluja, Halleluja!                                  |
| 4. O wie subtil: O Leib wie zart / du gehst durch Stahl vnd Eysen hart / gleich wie die Sonn das Glaß durchgeht / da nichts den Stralen wiedersteht / Alleluja / Alleluja.                | 4. O Leib, wie zart, o Leib, wie fein, dringst durch verschlossne Türen ein, wie durch das Glas die Sonne geht, da nichts den Strahlen widersteht. Halleluja, Halleluja!               |
| 5. Schnell ist der Leib vnd ist geschwind / gleich wie ein Pfeil vnd gleich dem Wind / gleich wie die Sonn viel tausent Meil / die welt vmblaufft in schneller eil / Alleluja / Alleluja. | 5. Schnell ist der Leib, schnell und geschwind, gleichwie ein Pfeil, gleichwie der Wind, gleichwie die Welt viel tausend Meil die Sonn umläuft in schneller Eil. Halleluja, Halleluja! |
| 6. Nun deck / nun deck die Augen zu / daß dir der Glantz nicht schaden thu / im Leib die Gottheit schawen an / kein Mensch / kein Aug auff Erden kan / Alleluja / Alleluja.               | 6. Bedeck, o Mensch, dein Augenlicht! Vor dieser Sonn besteht es nicht. Kein Mensch auf dieser Erde kann den Glanz der Gottheit schauen an. Halleluja, Halleluja!                      |

## Melodie
Die Melodie wurde nach Ausweis des Erstdrucks für Spees Text geschaffen. Sie entspricht dem Duktus der ersten Textstrophe mit der staunenden rhetorischen Frage und der drängend wiederholten Aufforderung. Der tänzerische Dreiertakt gibt ihr österlich-freudigen Charakter. Sie wurde bald, leicht verändert, von protestantischen Kirchenlieddichtern für eigene Texte übernommen: „O Jesulein süß, o Jesulein mild“ (1650, vgl. BWV 493), „O Heiliger Geist, o heiliger Gott“ (1651), „O heiliger Gott, allmächtiger Held“ (1651), „O herrlicher Tag, o fröhliche Zeit“ (1714) u. a. Ende des 18. Jahrhunderts entstand die katholische Neutextierung „Gewaltiger Herrscher im seligen Reich“.